# 马其顿共产党—铁托力量
马其顿共产党—铁托力量，原名铁托左翼力量联盟，是北马其顿的一个共产主义政党。该党奉行铁托主义意识形态。该党的领袖是戈兰·阿尔索夫斯基。该党曾先后与马其顿社会民主联盟、为了马其顿公民选项和马其顿内部革命组织—马其顿民族统一民主党结盟。该党曾是马其顿内部革命组织—马其顿民族统一民主党领导的政党联盟你的马其顿的成员。